# 조지 애컬로프
조지 아서 애컬로프(영어: George Arthur Akerlof, 1940년 6월 17일 ~ )은 미국의 경제학자로 2001년 노벨경제학상을 수상하였다. 캘리포니아 대학교 버클리 교수이며 배우자 재닛 옐런은 미국연방준비위원회 의장이다.

## 학력
- 예일 대학교 학사
- 매사추세츠 공과대학교 경제학 박사

## 경력
- 경제자문위원
- 캘리포니아대학교 버클리교 교수
- 미국 브루킹스연구소 수석연구원
- 영국 런던 정치경제대학교 경제학 교수

## 수상
- 2001년 노벨 경제학상 수상

## 가족관계
- 배우자: 자넷 옐런 (경제학자)

## 논문
- 〈레몬 시장〉(Market for Lemons), 1970년. - 역선택 문제를 다룬 논문